# Salomo Löwisohn
Salomo Löwisohn (auch Loewysohn, Löwysohn, Levisohn u. a.; hebr. שלמה לויזון, ursprünglich Salomon Moor; * 1789 in Moor, Ungarn; † 27. April 1821 ebenda) war ein Hebraist und Dichter der Aufklärungszeit.

## Leben
Salomo Löwisohn wurde zunächst von seinem Vater, einem traditionellen Talmudisten, unterrichtet, und besuchte auch eine Klosterschule. 1809 ging er nach Prag, arbeitete als Hauslehrer und studierte an der dortigen Jeschiwa. Unter seinen Mitschülern war auch der Humorist Moses Saphir. Nach seinem Abschluss wurde er 1815 Korrektor in der Druckerei von Anton Edler von Schmid in Wien. Nach 1820 wurde er psychisch krank, kehrte nach Moor zurück und verstarb dort im Folgejahr.

## Werk
Sein Hauptwerk, Meliẓat Yeshurun (Poesie Israels), ist eine Abhandlung – die erste ihrer Art – über Rhetorik und Poesie, insbesondere eine ästhetische Interpretation der Bibel als poetischer Text (aber auch anderer Texte, u. a. eine Erstübersetzung einer Shakespeare-Passage), wobei rhetorische Stilmittel (Metaphorik, Ironie usf.) analysiert und diskutiert werden. Das Werk bietet auch eigene poetische Texte, insbesondere einen Eingangshymnus, eine Apotheose der Poesie.
Meḥḳere Ereẓ (Studien [der Topographie] des Landes [Palästina]) ist das erste hebräische geographische Handbuch zur Bibel. Es verwendet u. a. Angaben bei Josephus, Eusebius, Plinius und Strabo und war auch für die Verwendung rabbinischer Quellen wegweisend.
Er arbeitete auch zur jüdischen Liturgie und Geschichte des Judentums. Seine Vorlesungen über die Neuere Geschichte der Juden wurden von Heinrich Graetz, dem Verfasser eines über Jahrzehnte hin maßgeblichen Standardwerks zur Geschichte des Judentums, geschätzt. Graetz schreibt u. a.: Darin

„wußte er ein fesselndes Gesamtbild davon aufzurollen. Auch einzelne bedeutsame Punkte derselben hob er hervor und bezeichnete richtig die Endfäden, von welchen man in diesem scheinbar chaotischen Wirrwarr ausgehen müsse, um sich nicht zu verirren.“

## Werke
- Siḥah be-'Olam ha-Neshamot. Prag 1811.
- Bet ha-Osef, Grammatische Bemerkungen, auch über die Mischna, Prag 1812 (auch in einige Mischna-Ausgaben aufgenommen).
- Meliẓat Yeshurun. Wien 1816. Digitalisat in der Google-Buchsuche-USA, Digitalisat in der Google-Buchsuche
- Meḥḳere Ereẓ. Wien 1819.
  - Deutsche Übersetzung: Biblische Geographie [...], Beck, Wien 1821. Digitalisat in der Google-Buchsuche
  - (hebr.) überarbeitet und erweitert hg. von Jacob Kaplan: Ereẓ kedumim. Das Land des Alterthums oder Biblische Erdbeschreibung alphabetisch geordnet, 2 Bde., Wilna 1839.
- Mitarbeit an der Mischna-Ausgabe von 1815
- Vorlesungen über die Neuere Geschichte der Juden, Beck, Wien 1820.
- Investigationes linguae sive duo opera celebris Docti Pragensis Salomonis Lewisohn sub tituli Sicha Beolam Hanschamoth et Beth Haossef, Wilna 1849. Digitalisat in der Google-Buchsuche, Digitalisat in der Google-Buchsuche.